# 柑橘鳳蝶
柑橘鳳蝶（學名：Papilio xuthus，別名：鳳子蝶、準鳳蝶、花椒鳳蝶、春鳳蝶、黃波羅鳳蝶）是屬於鳳蝶科的一種蝴蝶，是鳳蝶屬的一種，並演化出4個亞種。廣泛分佈於亞洲遠東地區，北至俄羅斯遠東地區、日韓及中國東至北部，南至華南、台灣及菲律賓，遠至太平洋島嶼如夏威夷等。模式產地為中國廣東。
成蟲全年可見，飛行緩慢優雅，愛訪花。幼蟲的寄主為芸香科植物，顧名思義包括攝食柑橘等植物。

## 語源
拉丁學名的種名「xuthus」源自古希臘語「Ξοῦθος」，即克苏托斯（Xuthus），是希臘神話中赫楞之子，名字有黃色毛髮之意。

## 分佈
此種分佈於中國大陸、台灣、緬甸、日本、韓國、越南及菲律賓等地。

## 形態
1-4齡幼蟲呈鳥糞狀。蛹褐色，外表有偽裝效果，使天敵不易發現。
軀體黃白色，背面有一明顯黑褐色縱帶，腹面共有四條黑褐色細縱線。前翅外緣近直線狀；後翅外緣波狀，M3脈末端有一細長尾突。翅背面底色呈黑褐色，上有黃白色條紋及斑點。後翅臀區常有一枚紅斑。翅腹面黃色紋遠較背面發達。由於雌雄斑紋相似，可靠的性別鑑定有賴檢視腹端交尾器。

## 習性

### 幼期
幼蟲取食寄主植物的葉片，牠的寄主為芸香科各屬植物，包括：
- 柑橘屬各種（Citrus spp.），如：
  - 柚子（C. maxima）
  - 柑橘（C. reticulata）
  - 枳（C. trifoliata）
- 黃檗屬關黃柏（Phellodendron amurense）
- 吳茱萸屬吳茱萸（Tetradium ruticarpum）
- 花椒屬各種（Zanthoxylum spp.），如：
  - 食茱萸 （Z. ailanthoides）
  - 兩面針（Z. nitidum）

柑橘鳳蝶在農藥使用較少的柑橘類果樹栽培區有較多的數量，幼蟲偏好嫩葉，比較其他攝食桔樹的害蟲對果樹危害並不嚴重。

### 成蟲
一年多代。全年四季可見。出沒於海拔0-2500米地區的常綠闊葉林、常綠闊葉灌叢、海岸林和都市林。飛行緩慢、優雅，喜歡在陽光充足的環境下活動，常在花叢上覓食。雄蝶有吸水習性。雌蝶會把卵單產於寄主植物的嫩葉上，冬季通常以蛹態越冬。
| - 訪花 - 吸水 - 停棲 - 求偶 |

## 亞種
- P. x. xuthus

- 指名亞種，分佈於中國各地
- P. x. koxingus Fruhstorfer, 1908

- 台灣亞種，分佈於台灣
- P. x. neoxuthus Fruhstorfer, 1908

- 西藏亞種，分佈於西藏
- P. x. benguetanus Joicey & Talbot, 1923

- 分佈於菲律賓和馬來西亞，又名本華鳳蝶，或被視作獨立一種

## 文獻
- Rothschild, 1895, A revision of the Papilios of the Eastern Hemisphere, exclusive of Africa Novit. Zool. 2 (3): 278
- Rothschild, 1895, Some notes on my revision of the Papilios of the Eastern Hemisphere, exclusive of Africa Novit. Zool. 2 (4):: 503
- Neuburger, W.,1908 : Papilio xuthus ab. (chinensis Neubgr.). (Lep.) Illte. Zeit. Ent. 5:168.
- Stichel, H.,1910 : Leitbericht. Int. ent. Z. 4(7):35-36.
- Mell, R.E.,1938 : Beitrage zur Fauna Sinica. XVIII. Inventur und okologisches Material zu einer Biologie der Sudchinesischen Lepidopteren. Deut. ent. Zeit. 1938(2):197-345.
- Scott, 1986. The Butterflies of North America Butts. N. America : 164, pl. 63
- 周尧. . 中國: 河南科学技术出版社. 1999-10-01. ISBN 9787534923043 （中文（繁體））.
- Yukawa, J. , Nishida, R. , Fukuda, H. and Inoue, R. (2019), Aristolochiaceae‐ and Asteraceae‐feeding by larvae of Papilio xuthus L. (Lepidoptera: Papilionidae) in Japan: A review. Entomological Science. doi:10.1111/ens.12377

## 外部連結
- 维基共享资源上的相關多媒體資源：柑橘鳳蝶
- Sinoprinceps xuthus （页面存档备份，存于） - Siberian Zoological Museum （俄文）
- Papilio xuthus （页面存档备份，存于） - Butterflies of America （英文）
- Papilio xuthus （页面存档备份，存于） - Butterflies and Moths of North America （英文）
- Papilio xuthus （页面存档备份，存于） - Butterflies in Indo-China （英文）
- Papilio xuthus （页面存档备份，存于） - Catalogue of Life （英文）
- Papilio xuthus （页面存档备份，存于） - funet.fi （英文）